# Ostburg (Waldstein)
Die Ostburg war die ältere der beiden Höhenburgen auf dem Waldstein im Fichtelgebirge.

## Der Waldstein vor dem Bau der Ostburg

### Der Waldstein als frühzeitlicher Rastplatz
Bei Ausgrabungen Karl Dietels in den 1960er-Jahren auf dem Waldsteingipfel in der Nähe der Kapellenruine kamen neben mittelalterlichen Gerätschaften auch Überreste steinzeitlicher Krüge und Vasen zum Vorschein. Die Fundstücke bestanden aus Jurahornstein, gebändertem Kieselschiefer und Schiefergestein. Bei der Datierung der nicht sehr aussagekräftigen Funde gibt es noch heute Probleme. Es wird vermutet, dass sie aus der Mittel- oder Jungsteinzeit stammen.
Dietel äußerte die Ansicht, dass es sich bei dem Waldsteingipfel nicht um eine feste Siedlungsstätte, sondern um eine Raststätte von Jägern und Sammlern handelte.

### Theorie von Ludwig Zapf: Die heidnische Opferstätte

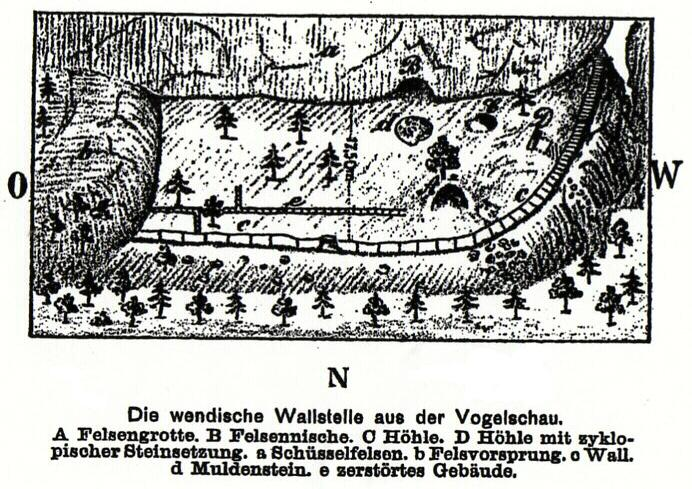
Lageplan der angeblichen Wendischen Wallstätte als Buchillustration von Ludwig Zapf

Ludwig Zapf, Münchberger Ehrenbürger und Heimatforscher, stieß schon gut 90 Jahre vor Dietel auf die Ostburg und erkannte in ihr eine wendische Wallstätte. Als Beweis diente ihm ein großer Felsblock mit Einkerbungen, den er als Opferstätte interpretierte. Die kerbenartigen Rillen sollten dem Abfluss von Blut gedient haben. Sie haben sich später als natürliche Verwitterung herausgestellt. Die sonstigen von Menschenhand bearbeiteten Mauern und Felsen konnten dem Mittelalter zugeordnet werden.

### Das Frühmittelalter

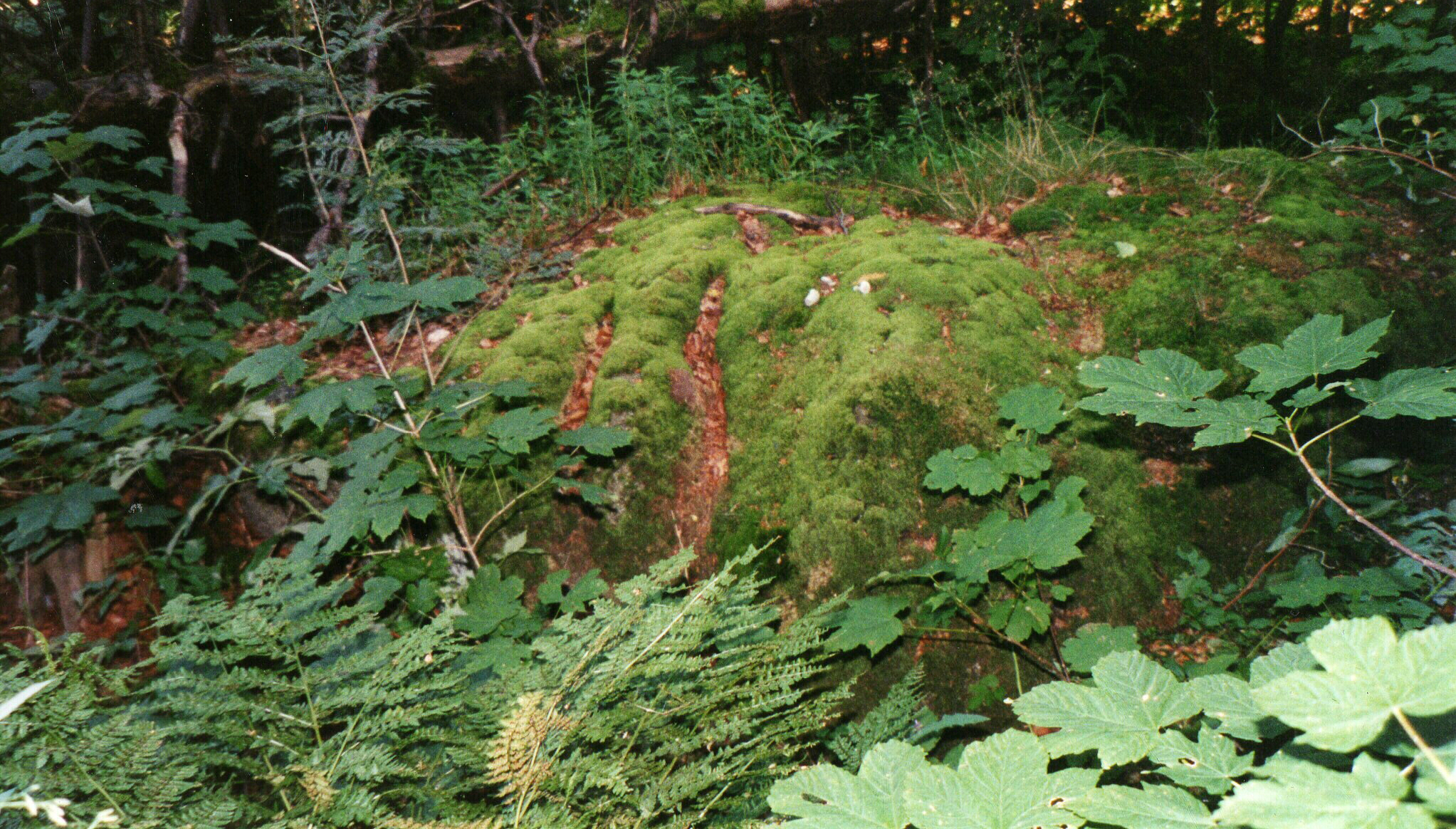
Angeblicher Opferstein, die Einkerbungen sind aber natürlichen Ursprungs

Ausgrabungsfunde von Dietel belegen, dass sich bereits im achten bis neunten Jahrhundert nach Christus die ersten Reisenden dort niederließen, von denen einige ihrer Hinterlassenschaften bekannt sind. Allerdings haben diese ersten Wanderer nichts mit dem Bau der Ostburg zu tun. Elisabeth Jäger hat in diesem Zusammenhang die Altstraßen der Region erforscht.

## Die Ostburg
Der Bau der ersten Burg auf dem Waldstein, wegen ihrer Lage auch als Ostburg bezeichnet, lässt sich auf das 12. Jahrhundert datieren. Das wird durch Ausgrabungsfunde belegt. 1168 wurde die Burg erstmals im Zusammenhang mit einem Getto de Waltstein genannt. Die Herren von Waldstein lösten sich vom Gefolge der Markgrafen von Vohburg ab und ließen sich auf dem Waldstein nieder. Sie lassen sich von 1168 bis 1206 urkundlich nachweisen. Seit 1202 sind auch die Herren von Sparnberg, die der Sippe derer von Waldstein entsprossen, bezeugt. Sie lebten auf der Burg Sparnberg in einer Saaleschlinge zwischen Hirschberg und Blankenberg.
Ein Mann namens Rüdiger aus der Sparnberger Linie ließ sich zwischen 1200 und 1223 am Fuße der Stammburg seiner Vorfahren, dem Waldstein, nieder. Er wurde am 10. November 1223 als Zeuge in Eger als „Rüdiger de Sparrenhecke“ genannt und war somit der erste Sparnecker. In einer Urkunde vom 2. Mai 1356 werden neben der Burg in Sparneck auch zwei Vesten auf dem Waldenstein genannt. Man kann daher vermuten, dass die Ostburg auch nach dem Bau der Westburg noch wohnlichen Zwecken diente. Auch 1373 wurden noch die „beyden Vesten Waltstein“ genannt, doch wird die ältere Ostburg zu dieser Zeit schon verlassen und ruinös gewesen sein. Nach der Auflassung der Burg wurden Teile ihres Mauerwerkes, das teilweise aus Buckelquadern bestand, abgebrochen und zum weiteren Ausbau der Westburg verwendet. Auch die Kirche in Weißdorf, die von den Herren von Sparneck erbaut wurde, besteht zum Teil aus Buckelquadern der Ostburg. 

### Die Waldsteinkapelle

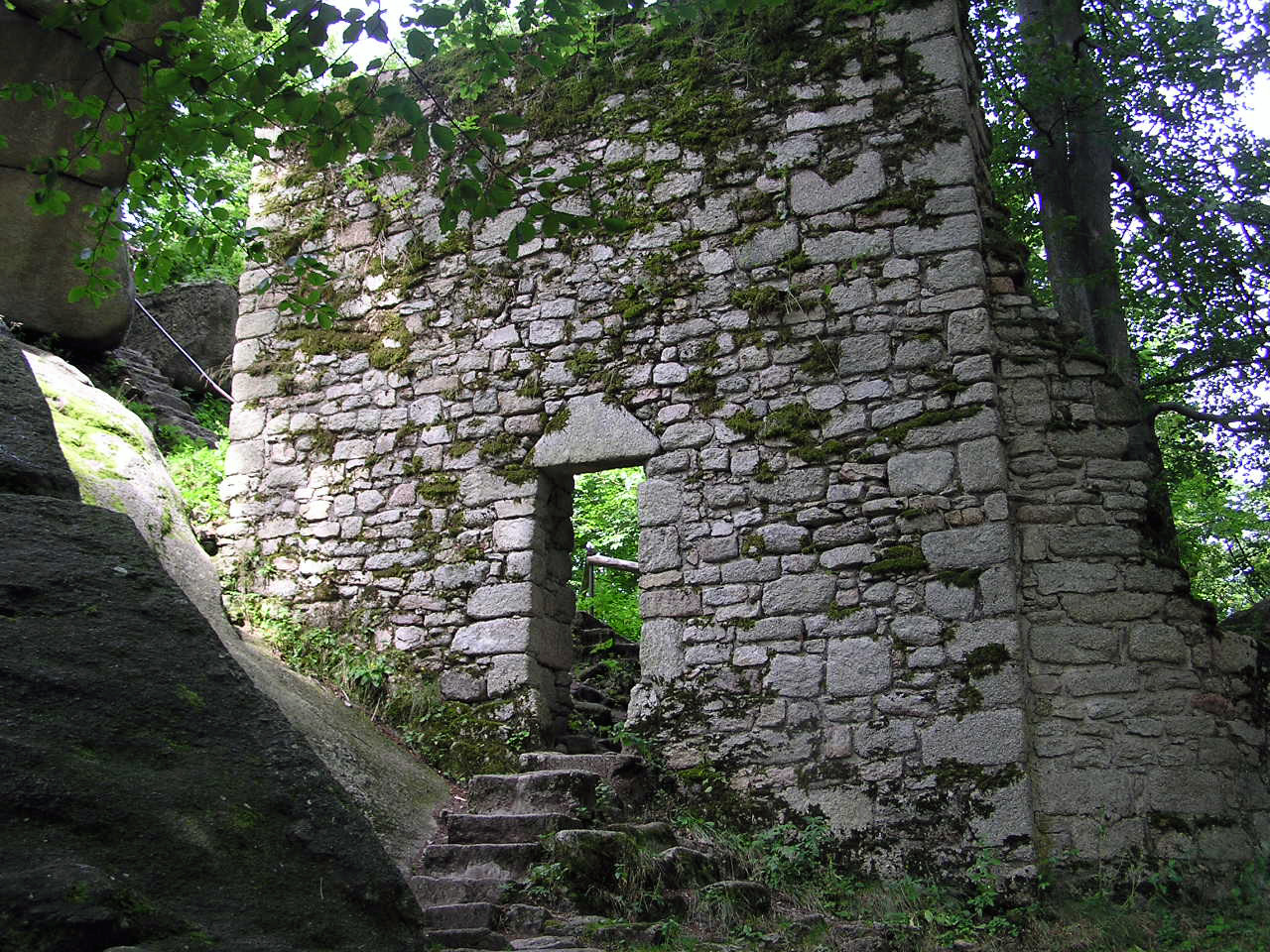
Die Kapelle auf dem Waldstein

Zu den Bauten der Ostburg gehörte neben einem Stall, einem Wohnhaus und einer schützenden Mauer, die die natürliche Lage ausnutzte, eine Kapelle. Diese Waldsteinkapelle wird wohl dem Heiligen Wolfgang geweiht gewesen sein. Diese Annahme bestärkt der Fund eines sogenannten Votivrindes. Mit der Schenkung des eisernen Figürchens bat wohl ein Bauer um den Schutz seiner Rinder. Zu der Kapelle gehörte auch ein Friedhof, der von Dietel in den 1960er-Jahren entdeckt wurde. Er fand insgesamt vier Gräber, in denen ein Mann, eine Frau und ein Kind lagen; eines davon war leer. Von einem dieser Skelette waren die Teile unterhalb des Brustkorbs abgetrennt; die Beine fehlten. Dietel äußerte den Verdacht, dass das Skelett bei einer Erweiterung der Burg zerstückelt wurde und man die störenden Teile entfernte. 
Die Kapelle, die zum Bistum Regensburg gehörte, wurde nicht mit der Ostburg verlassen, sondern noch eine Zeit lang von Weißenstadt aus bedient. Man feierte sogar Kirchweihen. Von der Kapelle steht noch ein Teil der einstmals bemalten Mauern.